# 孙鲁育
孙鲁育（3世纪—255年），字小虎，三国吴大帝孙权三女，母步夫人。
孫魯育是孫權和步夫人的次女，最初被嫁給朱据，故又称朱公主。后又嫁给刘纂。刘纂曾经娶孙权中女孙氏，因为孙氏早逝，所以又娶孙鲁育为继室。孙鲁育和朱据有一个女儿朱氏，由于品貌出众，在赤烏（238年—251年）末年，被孙权选为六子孙休的王妃。
当初孙和为太子时，她的同母姐姐孙鲁班谮害孙和母王夫人，欲废太子孙和，立鲁王孙霸。孙鲁育没有听从，于是姐妹之间有了间隙。五凤二年（255年），孙仪等密谋杀死权臣孙峻，因事情泄露而自杀。孙鲁班说孙鲁育是孙仪的同谋，孙峻于是杀害了孙鲁育。
太平年间，孙亮得知孙鲁班害死孙鲁育，责问孙鲁班，孙鲁班推说是孙鲁育的继子（或亲子）朱损、朱熊所诬告，孙亮于是杀朱损、朱熊。

## 家庭
父：
- 吴大帝孙权

母：
- 夫人步練師

夫：
- 朱据
- 刘纂

子女：
- 朱氏，吴景帝孙休皇后，谥景皇后

兄弟：
- 孫登，字子高，孫權長子，追谥为宣太子。
- 孫慮，字子智，孫權次子。
- 孫和，字子孝，孫權三子，追谥为文皇帝。
- 孫霸，字子威，孫權四子。
- 孫奮，字子揚，孫權五子。
- 孫休，字子烈，孫權六子，被擁立為吳國第三任皇帝。
- 孫亮，字子明，孫權七子，繼任為吳國第二任皇帝。

姐妹：
- 孙鲁班，字大虎，孫權长女。
- 孙氏，孫權次女。